# Viscosia papillatoides
Viscosia papillatoides är en rundmaskart som beskrevs av Benjamin G. Chitwood 1960. Viscosia papillatoides ingår i släktet Viscosia och familjen Oncholaimidae. Inga underarter finns listade i Catalogue of Life.